# هنري رانسوم
هنري رانسوم (بالإنجليزية: Henry Ransom)‏ هو لاعب غولف أمريكي، ولد في 25 فبراير 1911 في هيوستن في الولايات المتحدة، وتوفي في 21 ديسمبر 1987.